# 张烈良
张烈良（13世纪—1278年），汉州绵竹（今四川省绵竹）人。南宋末期抗元将领。

## 生平
南宋景炎三年、祥兴元年（1278年、元世祖至元十五年）六月，元朝军占领了宋朝大部分的疆土，南宋只有广州、琼州、合州等地。七月初一壬午朔，南宋湖南制置使张烈良和提刑刘应龙起兵以呼应崖山、雷州（今广东省雷州半岛）、琼州（今海南省琼山）、全州（今广西全县）、永州（今湖南省永州），潭州（今湖南省长沙）属县的民众抗击蒙古，周隆、贺十二等聚众响应张烈良，义军达数万人，湖广行省调兵往讨，俘获斩杀周隆、贺十二，张烈良等举家投奔思州乌罗洞（今贵州省岑巩县），张烈良、刘应龙二人战死。

## 家族
根据无锡《梁溪张氏宗谱》，张烈良是张浚的玄孙，张杓的曾孙。祖父张忠恕、父亲张洪猷。